# Željko Brkić
Željko Brkić (Servisch: Жељко Бркић) (Novi Sad, 9 juni 1986) is een Servisch doelman in het betaald voetbal. Hij verruilde in de zomer van 2016 Udinese voor PAOK Saloniki. Brkić debuteerde in 2010 in het Servisch voetbalelftal.

## Clubcarrière
Brkić komt uit de jeugdopleiding van Vojvodina. In 2005 leende die club hem twee jaar uit aan Proleter Novi Sad. In juli 2011 legde het Italiaanse Udinese anderhalf miljoen euro op tafel om de doelman over te nemen. Omdat Samir Handanovič op dat moment eerste doelman was, besloot Udinese om Brkić een jaar te laten rijpen bij Siena. Bij die club speelde hij achttien wedstrijden. Op 9 juni 2015 vertrok hij naar Cagliari, om daar een half seizoen op huurbasis te spelen. In het seizoen 2015/2016 werd Brkić ook verhuurd, ditmaal aan Carpi. In juli 2016 vertrok Brkić definitief bij Udinese, toen hij voor een onbekend bedrag naar PAOK Saloniki overstapte.

## Interlandcarrière
Brkić debuteerde in 2010 in het Servisch voetbalelftal. Hij won de concurrentiestrijd van Vladimir Stojković en was eerste doelman bij Servië in de kwalificatiewedstrijden voor het wereldkampioenschap voetbal in Brazilië in 2014.
1 Pavlenka ·
2 Camara ·
4 Peña ·
5 Michailidis ·
6 Lovren ·
7 Konstantelias ·
9 Tsjalov ·
11 Taison ·
14 Živković ·
15 Colley ·
16 Kędziora ·
18 Gómez ·
19 Otto ·
20 Vieirinha  ·
21 Rahman ·
22 Schwab ·
23 Sastre ·
25 Thymianis ·
27 Ozdojev ·
28 Wieteska ·
42 Kotarski ·
47 Shoretire ·
70 Samatta ·
71 Thomas ·
77 Despodov ·
80 Pelkas ·
82 Meïté ·
99 Tsiftsis ·
Coach: Lucescu